# Elachertus levigatus
Elachertus levigatus är en stekelart som först beskrevs av Howard 1897.  Elachertus levigatus ingår i släktet Elachertus och familjen finglanssteklar. Inga underarter finns listade i Catalogue of Life.